# Pommes-Soko
Pommes-Soko (Pommes-Sonderkommission) ist der Titel einer deutschen Hörspielserie mit regionalen Bezügen zu Ruhrgebiet, Münsterland und Niederrhein. Autor ist Fritz Schaefer (* 1997). Die Sprecher der Serie sind Laien und Prominente aus der Region. Es handelt sich um ein einmaliges Jugend- und Non-Profit-Projekt mit mehreren erwachsenen Unterstützern. Seit Juni 2012 wurden sieben Folgen mit etwa einer Stunde Spielzeit produziert, die auf CD und als Download erschienen sind.
Inhaltlich liegt jeder Folge ein Kriminalfall zugrunde, der von wiederkehrenden komischen Elementen geprägt ist. Ermittler sind zwei Jugendbanden, die sich mehrmals pro Folge an der Pommesbude treffen und ihre Fälle durch gegenseitige Hilfe lösen. Ausgangspunkt der Geschichten ist die Stadt Dorsten wegen ihrer Nähe zu Ruhrgebiet, Münsterland und Niederrhein.
Für einzelne Folgen schrieb Autor und Produzent Fritz Schaefer außerdem satirische Lieder, die als Bonus-Track auf der Hörspiel-CD veröffentlicht wurden.
2014 wurde das Konzept der Pommes-Soko erstmals als Live-Hörspiel umgesetzt. Für die Umsetzung seiner Hörspielserie erhielt Fritz Schaefer 2015 das Pfad.finder-Stipendium der Universität Witten/Herdecke.

## Sprecher
Neben den jugendlichen Sprechern sind in jeder Folge prominente Gastsprecher zu hören, darunter Cornelia Funke, Olaf Thon, Norbert Heisterkamp, Björn Freitag, Phil Fuldner, Torsten Sträter, Stefan Pinnow, David Pfeffer und Mike Litt.